# Walentin Christow (ur. 1994)
Walentin Christow (bułg. Валентин Христов, az. Valentin Xristov, ur. 30 marca 1994 w Szumenie) – bułgarski sztangista reprezentujący Azerbejdżan, brązowy medalista mistrzostw świata, dwukrotny mistrz Europy.

## Kariera
Jeszcze jako reprezentant Bułgarii zdobył w 2009 roku mistrzostwo Europy juniorów w kategorii do 50 kilogramów. W 2011 został brązowym medalistą mistrzostw świata w Paryżu. W zawodach tych wyprzedzili go jedynie dwaj Chińczycy: Wu Jingbiao i Zhao Chaojun. Rok później zwyciężył na mistrzostwach Europy w Antalyi oraz zdobył brązowy medal na igrzyskach olimpijskich w Londynie, gdzie uległ tylko Om Yun-cholowi z Korei Północnej i Wu Jingbiao. Medal został mu jednak odebrany po wykryciu dopingu w jego organizmie. W 2013 roku zwyciężył na mistrzostwach Europy w Tiranie, jednak został zdyskwalifikowany za stosowanie dopingu. Z tego samego powodu stracił srebrny medal zdobyły na mistrzostwach świata w Houston w 2015 roku. Zdobył ponadto złoty medal podczas mistrzostw Europy w Tbilisi w 2015 roku.

## Osiągnięcia
| Rok  | Zawody                      | Miasto  | Miejsce | Kategoria | Wynik  |
| ---- | --------------------------- | ------- | ------- | --------- | ------ |
| 2009 | Mistrzostwa Europy juniorów | Ejlat   | 1       | do 50 kg  | 193 kg |
| 2011 | Mistrzostwa świata          | Paryż   | 3       | do 56 kg  | 276 kg |
| 2012 | Mistrzostwa Europy          | Antalya | 1       | do 56 kg  | 280 kg |
| 2012 | Igrzyska olimpijskie        | Londyn  | 3       | do 56 kg  | 286 kg |
| 2013 | Mistrzostwa Europy          | Tirana  | 1       | do 62 kg  | 312 kg |
| 2015 | Mistrzostwa Europy          | Tbilisi | 1       | do 62 kg  | 295 kg |